# Mudigere, Hassan
Mudigere là một làng thuộc tehsil Hassan, huyện Hassan, bang Karnataka, Ấn Độ.